# Лысмыльк
Лысмыльк (устар. Лыс-Мяльк) — река в России, протекает по территории Надымского района Ямало-Ненецкого автономного округа. Устье реки находится в 29,3 км по правому берегу реки Касстывош. Длина реки составляет 14 км.
Вытекает из крупного безымянного озера, расположеного на высоте 93,1 м над уровнем моря.
Имеет два притока, впадающих на 5-м км: слева безымянный (длина 12 км), а справа — Харыпсъёхан.

## Данные водного реестра
По данным государственного водного реестра России относится к Нижнеобскому бассейновому округу, водохозяйственный участок реки — Надым. Речной бассейн реки — Надым.
Код объекта в государственном водном реестре — 15030000112115300050415.